# Memorial Van Damme 2012
Il Memorial Van Damme 2012 è stata la 36ª edizione dell'omonimo meeting, annuale competizione di atletica leggera ed ha avuto luogo allo Stadio Re Baldovino di Bruxelles, dalle ore 18:25 alle 21:55 UTC+2 del 7 settembre 2012. Il meeting è stato inoltre anche la tappa finale della terza edizione del circuito internazionale di atletica leggera Diamond League.

## Programma
Il meeting ha visto lo svolgimento di 17 specialità, 9 maschili e 8 femminili: di queste, 7 maschili e 8 femminili sono risultate valide per la Diamond League. Oltre a queste, erano inserite in programma una prova sui 200 metri per atleti con disabilità appartenenti alla categoria T 12, una batteria femminile sui 100 m intitolata "For Africa" e diverse prove riservate agli atleti più giovani.
| # | Orario | Specialità       |
| - | ------ | ---------------- |
| 1 | 18:27  | Salto in lungo   |
| 2 | 18:38  | Lancio del disco |
| 3 | 19:22  | 10000 m          |
| 4 | 20:15  | 1500 m           |
| 5 | 20:25  | 110 m hs         |
| 6 | 20:45  | 100 m            |
| 7 | 20:55  | 200 m            |
| 8 | 21:05  | 400 m            |
| 9 | 21:15  | 3000 m siepi     |

| # | Orario | Specialità             |
| - | ------ | ---------------------- |
| 1 | 19:30  | Salto con l'asta       |
| 2 | 19:45  | Salto in alto          |
| 3 | 20:05  | 400 m hs               |
| 4 | 20:30  | Salto triplo           |
| 5 | 20:35  | 800 m                  |
| 6 | 20:40  | Lancio del giavellotto |
| 7 | 21:30  | 200 m                  |
| 8 | 21:37  | 5000 m                 |

     Specialità valide per la Diamond League

## Risultati
Di seguito i primi tre classificati di ogni specialità.

### Uomini
| Specialità       |                   | Prestazione | 2º classificato      | Prestazione | 3º classificato        | Prestazione |
| 100 m            | Usain Bolt        | 9.86        | Nesta Carter         | 9.96        | Kemar Bailey-Cole      | 9.97        |
| 200 m            | Yohan Blake       | 19.54       | Jason Young          | 19.92       | Christophe Lemaitre    | 20.17       |
| 400 m            | Kévin Borlée      | 44.75       | Jonathan Borlée      | 45.02       | Lalonde Gordon         | 45.13       |
| 1500 m           | Silas Kiplagat    | 3'31.98     | Mekonnen Gebremedhin | 3'32.10     | Bethwell Birgen        | 3'32.24     |
| 10000 m          | Emmanuel Bett     | 26'51.16    | Vincent Chepkok      | 26'51.68    | Kenneth Kipkemoi       | 26'52.65    |
| 110 m hs         | Aries Merritt     | 12.80       | Jason Richardson     | 13.05       | Hansle Parchment       | 13.14       |
| 3000 m siepi     | Brimin Kipruto    | 8'03.11     | Conselus Kipruto     | 8'03.70     | Paul Kipsiele Koech    | 8'04.01     |
| Salto in lungo   | Aleksandr Men'kov | 8.29 m      | Sergey Morgunov      | 8.04 m      | Godfrey Khotso Mokoena | 8.03 m      |
| Lancio del disco | Gerd Kanter       | 66.84 m     | Martin Wierig        | 66.05 m     | Virgilijus Alekna      | 65.78 m     |

     Atleti al primo posto nella classifica di specialità.
     Prestazione che stabilisce il nuovo record del meeting.

### Donne
| Specialità             |                    | Prestazione | 2ª classificata      | Prestazione | 3ª classificata                     | Prestazione   |
| 200 m                  | Myriam Soumaré     | 22.63       | Anneisha Mclaughlin  | 22.70       | Charonda Williams                   | 22.74         |
| 800 m                  | Francine Niyonsaba | 1'56.59     | Pamela Jelimo        | 1'57.24     | Mariya Savinova                     | 1'59.05       |
| 5000 m                 | Vivian Cheruiyot   | 14'46.01    | Mercy Cherono        | 14'47.18    | Viola Kibiwot                       | 14'47.88      |
| 400 m hs               | Kaliese Spencer    | 53.69       | Perri Shakes-Drayton | 53.89       | Zuzana Hejnová                      | 54.09         |
| Salto in alto          | Svetlana Shkolina  | 2.00 m      | Anna Chicherova      | 1.95 m      | Eleriin Haas Tia Hellebaut          | 1.92 m 1.92 m |
| Salto con l'asta       | Silke Spiegelburg  | 4.75 m      | Fabiana Murer        | 4.65 m      | Anastasiya Savchenko Yarisley Silva | 4.55 m        |
| Salto triplo           | Olga Rypakova      | 14.72 m     | Olha Saladukha       | 14.40 m     | Marija Šestak                       | 14.10 m       |
| Lancio del giavellotto | Barbora Špotáková  | 66.91 m     | Sunette Viljoen      | 65.33 m     | Vira Rebryk                         | 64.52 m       |

     Atlete al primo posto nella classifica di specialità.
     Prestazione che stabilisce il nuovo record del meeting.